# Поджо-Нативо
Поджо-Нативо (итал. Poggio Nativo) — коммуна в Италии, располагается в регионе Лацио, подчиняется административному центру Риети.
Население составляет 2049 человек, плотность населения составляет 128 чел./км². Занимает площадь 16 км². Почтовый индекс — 02030. Телефонный код — 0765.
Покровителем коммуны почитается Архангел Михаил. Праздник ежегодно празднуется 29 сентября.